# Ньюбле (регіон)
Нью́бле  (ісп. Región de Ñuble) — регіон в Чилі, виділений 6 вересня 2018 року з регіону Біобіо, раніше був провінцією Ньюбле.
Включає 21 комуну.
Територія — 13178.5 км².  Населення — 480 609 осіб (2017). Щільність населення — 36,47 чол./км².
Адміністративний центр - Чильян.

## Географія
Регіон межує:
- на півночі - регіон Мауле;
- на сході — Аргентина;
- Півдні — регіон Біобіо;
- на заході — Тихий океан

## Адміністративний поділ
Регіон ділиться на 3 провінції, які у свою чергу діляться на 21 комуну:
| Провінція | Адміністративний центр | Комуни                                                                                                 |
| --------- | ---------------------- | --- |
| Ітата     | Кіріуе                 | 1 Кобкекура 2 Коелему 3 Нінуе 4 Портесуело 5 Кіріуе 6 Ранкіль 7 Трегуако                               |
| Дигильїн  | Бульнес                | 8 Бульнес 9 Чильян 10 Чильян-В'єхо 11 Ель-Кармен 12 Пемуко 13 Пінто 14 Кільйон 15 Сан-Ігнасіо 16 Юнгай |
| Пунілья   | Сан-Карлос             | 17 Койуеко 18 Ньїкен 19 Сан-Карлос 20Сан-Фабіан 21 Сан-Ніколас                                         |